# کگر
کگر (به لاتین: Keger) یک منطقهٔ مسکونی در روسیه است که در داغستان واقع شده‌است.